# طومي كورتيس
طومي كورتيس (1952 بتامبا في الولايات المتحدة - أغسطس 2021) (بالإنجليزية: Tommy Curtis)‏ هو لاعب كرة سلة أمريكي في مركز هجوم خلفي. لعب مع فريق بروينز لجامعة كاليفورنيا لوس أنجلوس ‏.

## وصلات خارجية
- طومي كورتيس على موقع سبورتس رفرنس (الإنجليزية)
- طومي كورتيس على موقع كلية كرة السلة في سبورتس رفرنس.كوم (الإنجليزية)